# Нагірна
Нагі́рна (до 1917 року — Глинка) — село в Україні, в Баштечківській сільській громаді Уманського району Черкаської області. Розташоване при впадінні річки Тетерівка у річку Бурти (притока Гірського Тікичу) за 22 км на південний схід від міста Жашків. Населення становить 683 особи (станом на 2001 р.).

## Історія
До Жовтневого перевороту село належало до Красилівської волості Таращанського повіту Київської губернії і називалося Глинка. Причиною того є великі поклади рудої глини, яку з часом використали для розбудови сіл. Тоді це були розкидані хутори, які налічували по кілька хат. Після Дрижипільської битви село почало укрупнюватися, розбудовуватися обабіч річки.
У 1929 році, під час примусової колективізації, було утворено перші колгоспи, які пізніш об'єдналися в один — «12-річчя Жовтня».
Село постраждало внаслідок геноциду українського народу, проведеного окупаційним урядом СССР 1932-1933 та 1946-1947 роках. 119 мешканців села стали жертвами голодомору.
427 мешканців села брали участь у боях німецько-большевицької війни, 265 з них загинули, 114 нагороджені орденами й медалями. На честь воїнів, що відвоювали село, в 1956 році в селі встановлено пам'ятник.
Станом на початок 70-х років ХХ століття в селі розміщувалась центральна садиба колгоспу «Прогрес», за яким було закріплено 3372 га сільськогосподарських угідь, у тому числі 3188,4 га орної землі. Господарство було багатогалузеве, спеціалізувалось на вирощуванні зернових і технічних культур, було розвинуте м'ясо-молочне тваринництво і рибництво. Працювали столярно-теслярна майстерня, пилорама, млин.
Також на той час працювали середня школа, бібліотека з фондом 12 тисяч книг, фельдшерсько-акушерський пункт, пологовий будинок, дитячі ясла, магазин, побутова майстерня.
У 2003 році село газифіковано.

## Галерея

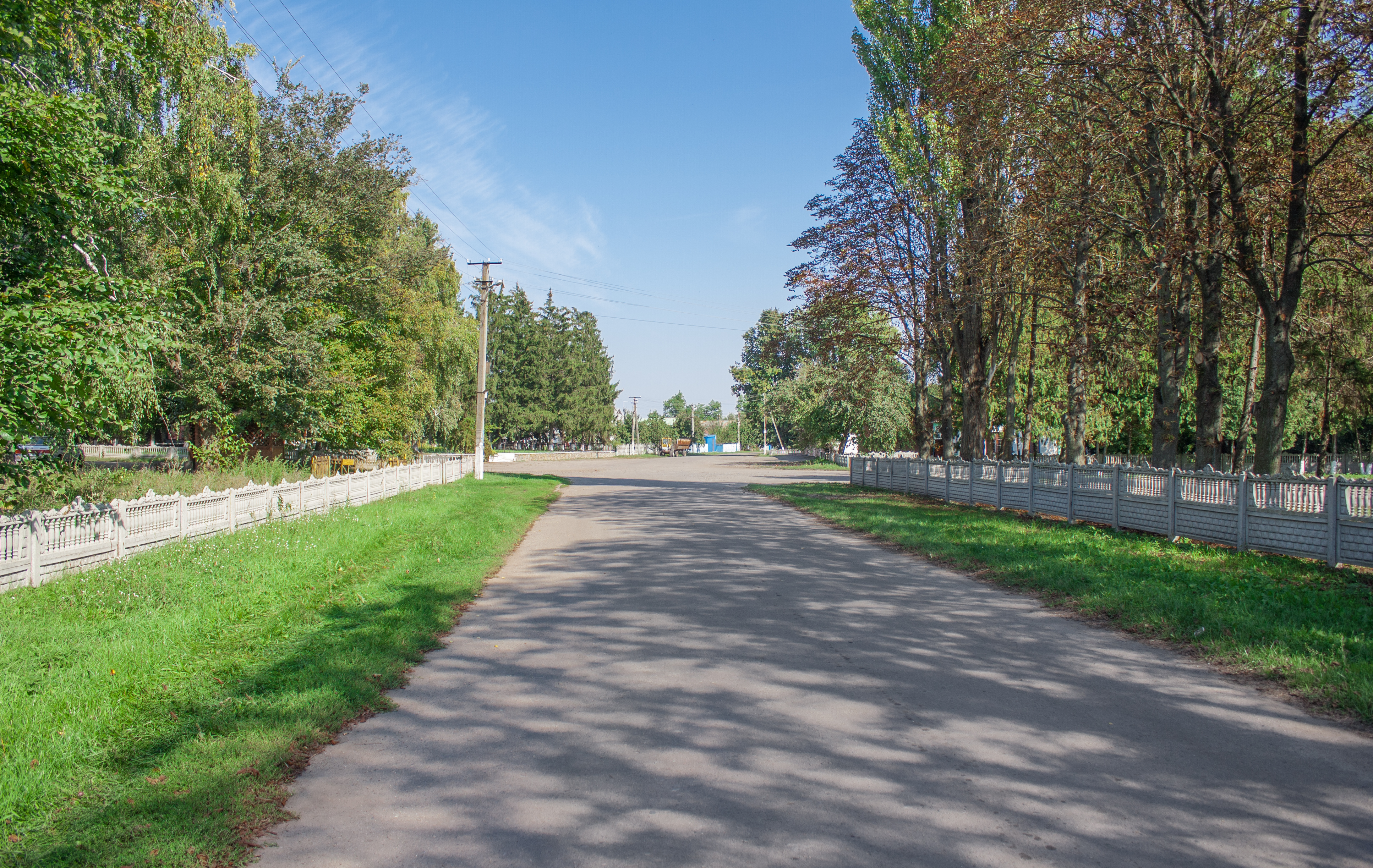
Центр села
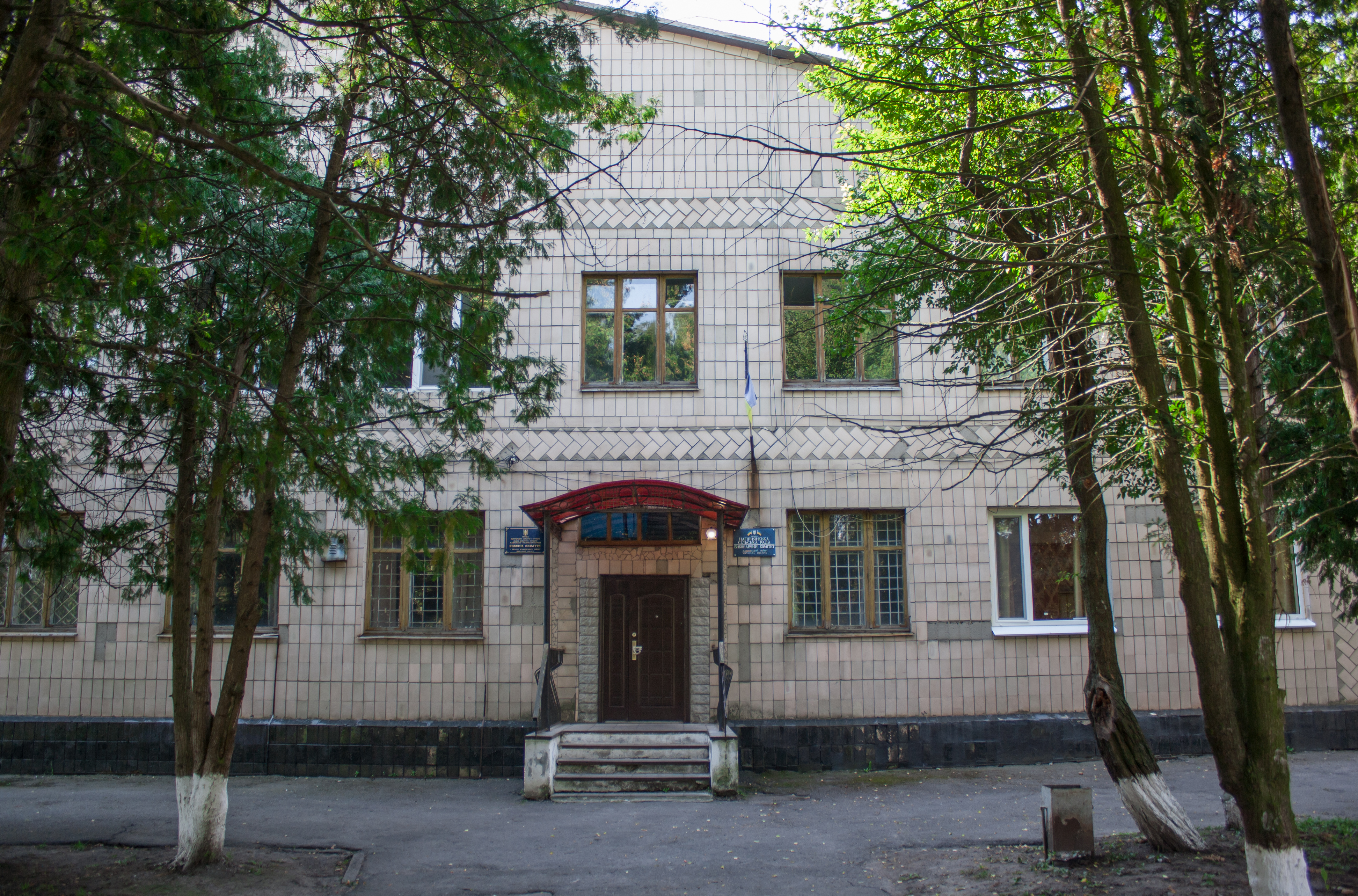
Сільська рада
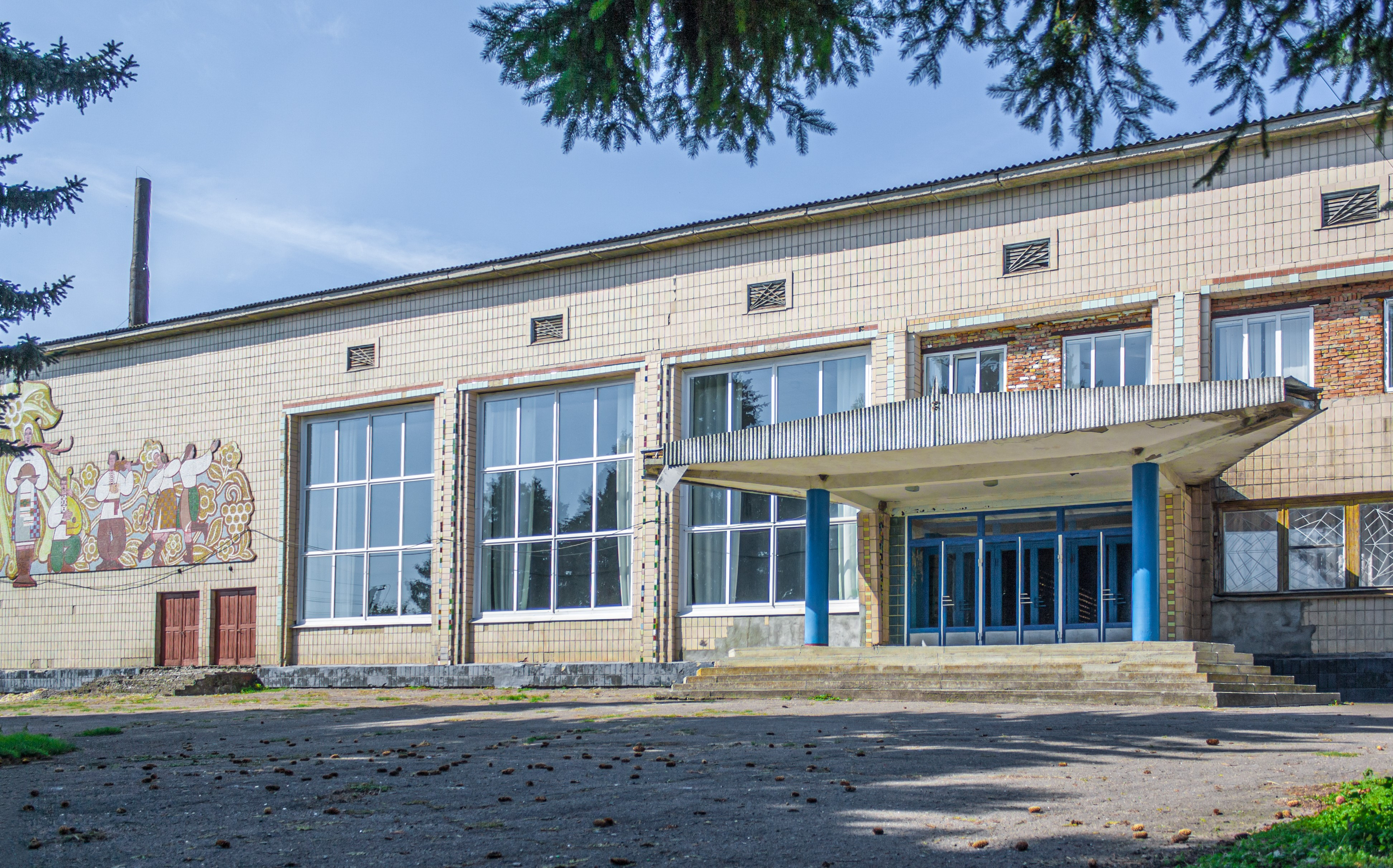
Будинок культури
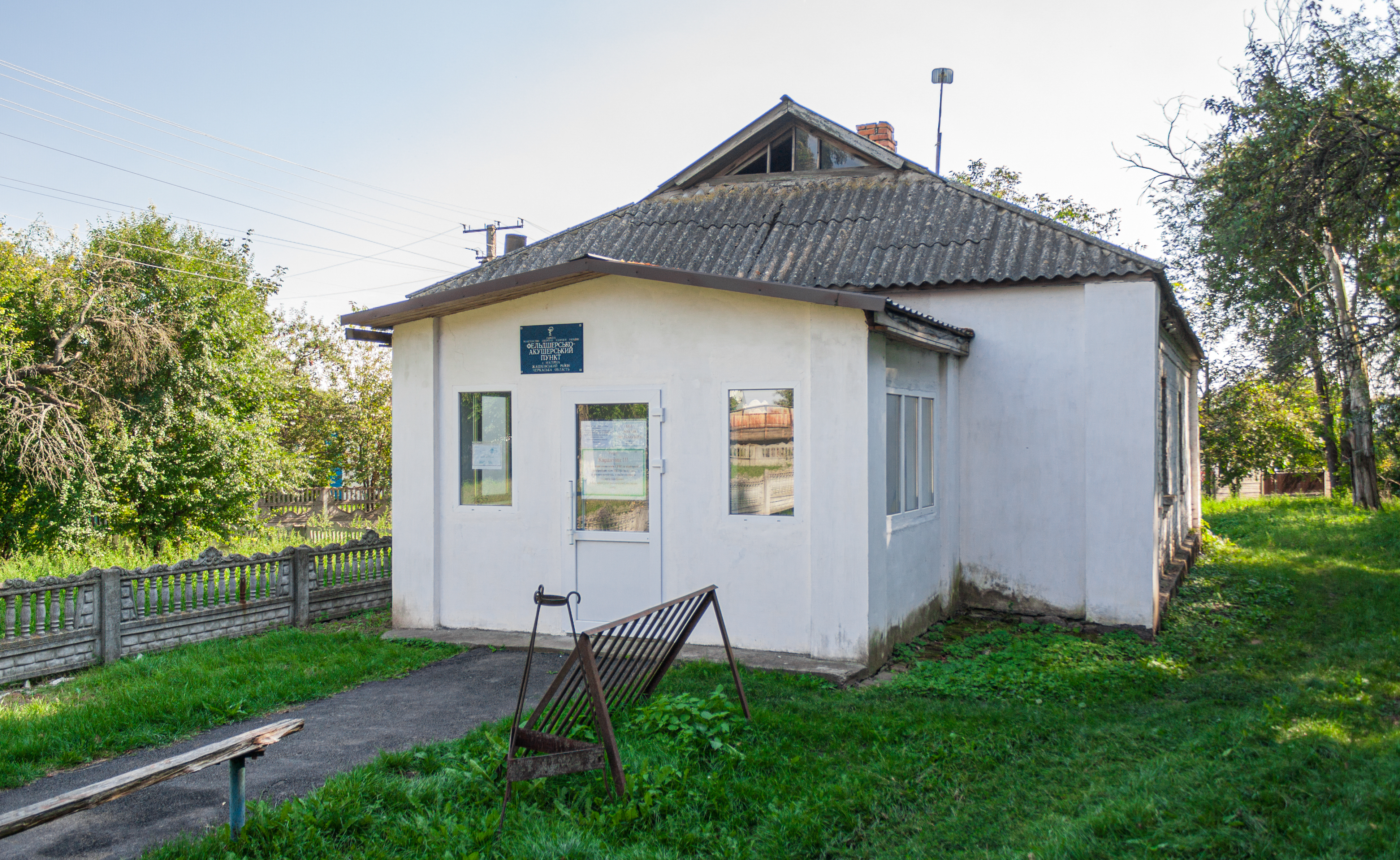
ФАП
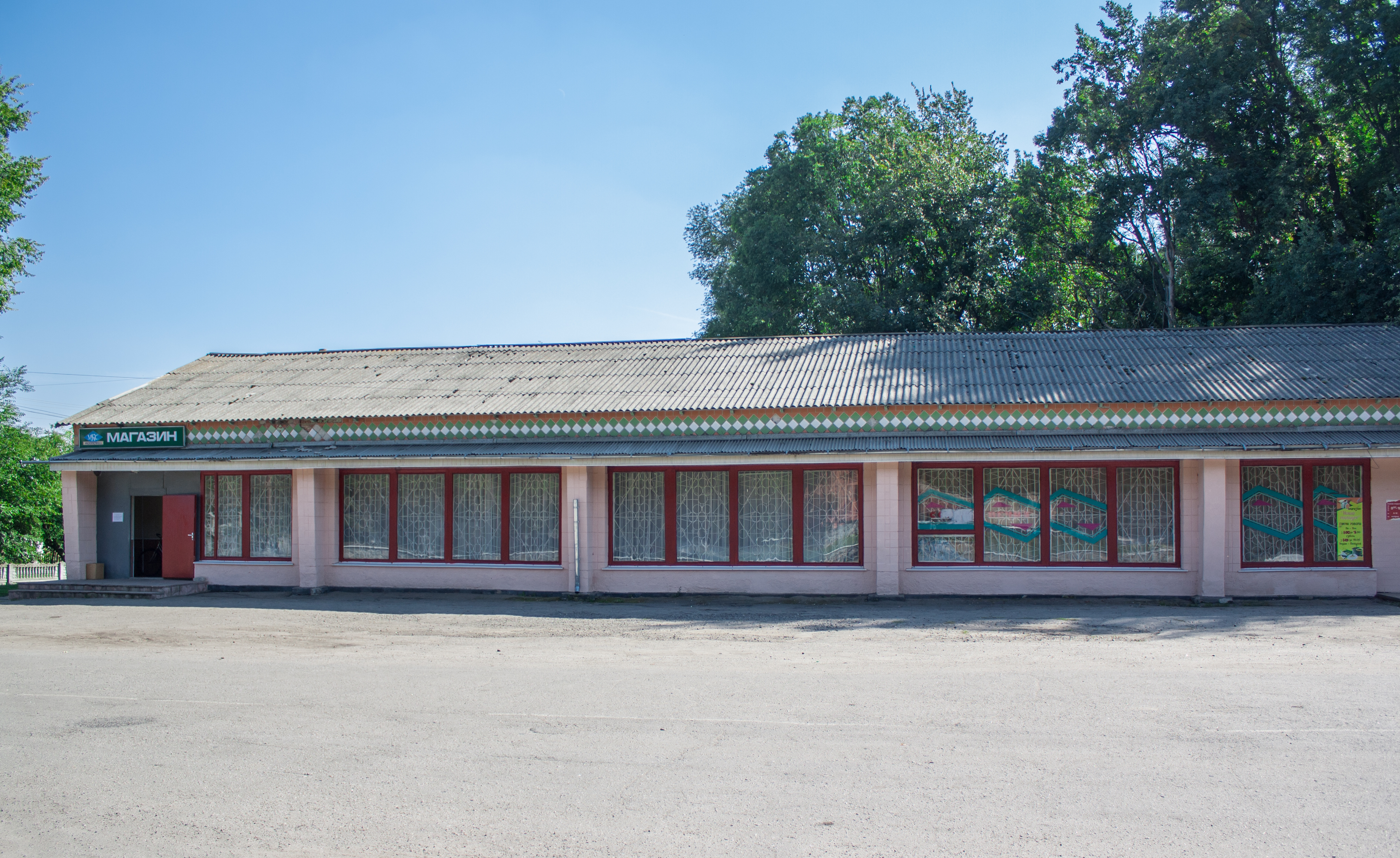
Магазин
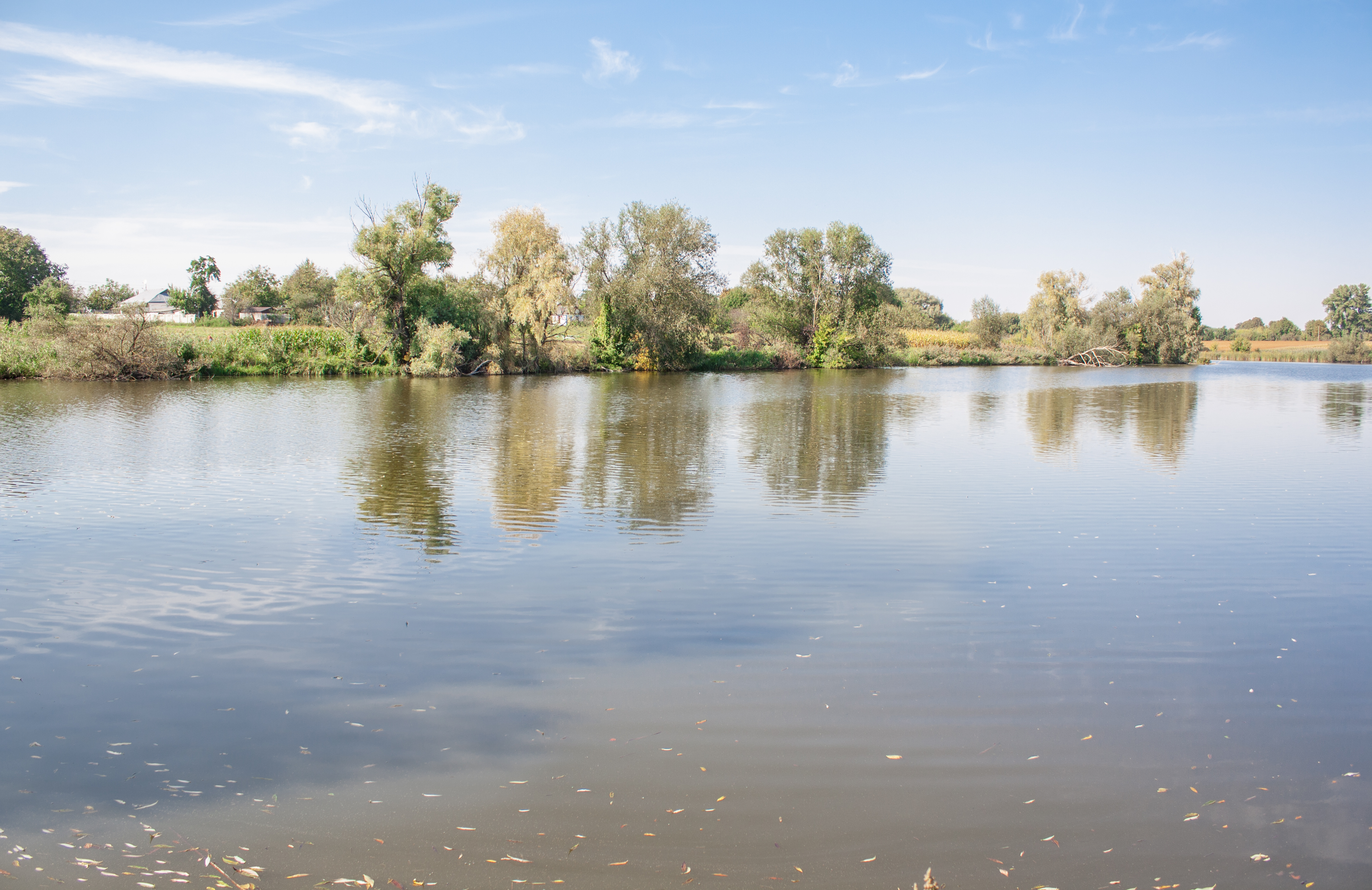
Ставок на річці Тетерівка
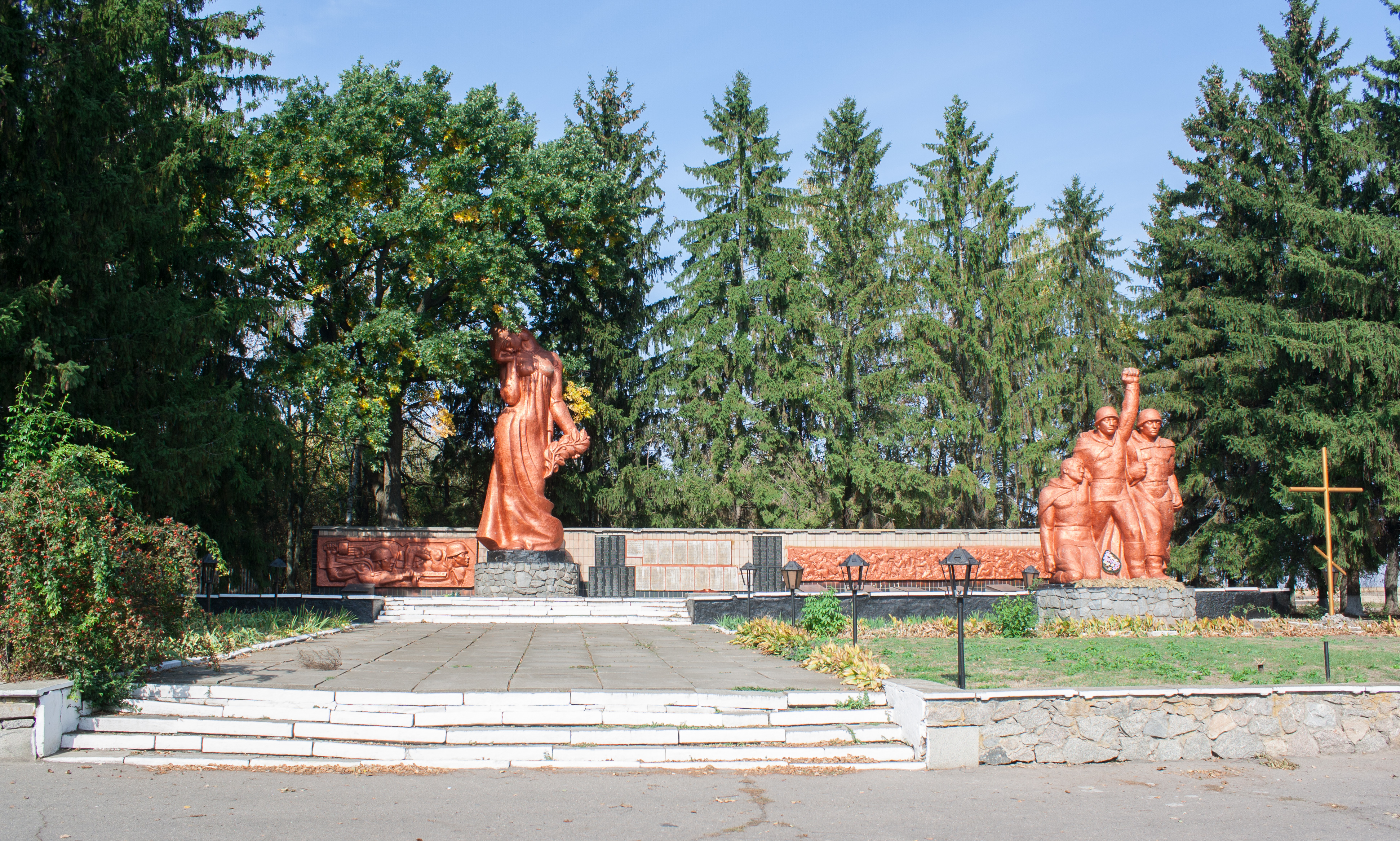
Меморіал Слави
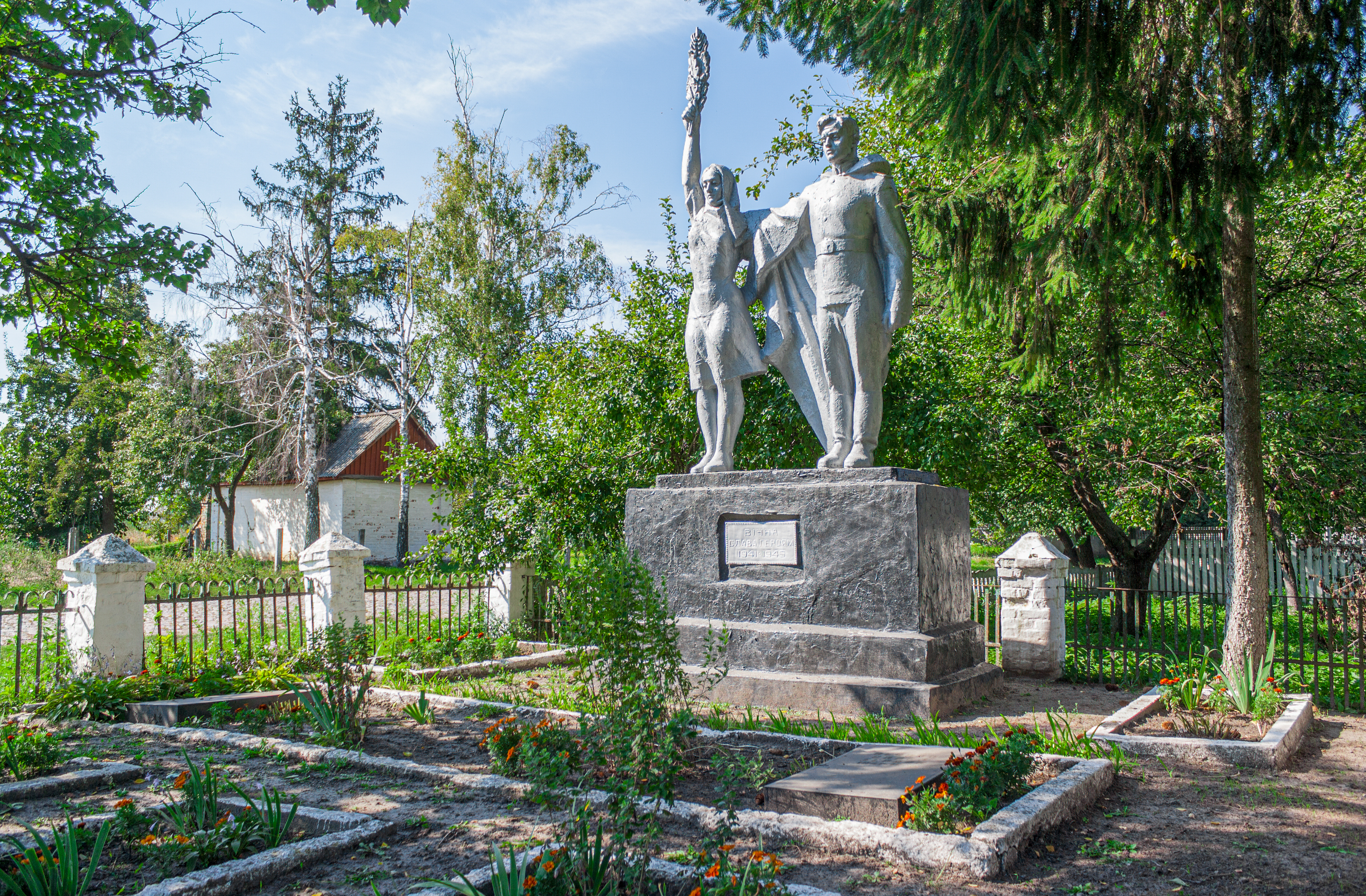
Братська могила радянських воїнів